# Antoni Giralt i Peiró
Antoni Giralt i Peiró (Barcelona, 30 de març de 1944) és un antic futbolista català de la dècada de 1960.
Va començar en el món del futbol amb 12 anys en les categories inferiors del FC Barcelona, primer a l'infantil i més tard al juvenil. Va ser campió de Catalunya juvenil la temporada 1961-62, any en què arribà a jugar amb la selecció catalana de la categoria, i campió de Catalunya i Espanya amateur les temporades 1962-63 i 1963-64. Pujà al filial blaugrana, el CD Comtal, on destacà la temporada 1965-66 a Segona Divisió, i fou cedit al CA Osasuna i a l'Atlético Ceuta. Va arribar a jugar quatre partits amistosos amb el primer equip. Fitxà per la UE Olot la temporada 1967-68, on fou un dels màxims golejadors de Tercera Divisió. El RCD Espanyol es fixà en ell i l'incorporà al club l'any 1968. La primera temporada la jugà cedit a la UE Sant Andreu i al final de la mateixa assolí l'ascens a Segona, essent Giralt l'autor de dos gols decisius. Retornà a l'Espanyol, jugant a Primera durant la temporada 1969-70. Retornà al Sant Andreu, on jugà tres noves temporades entre 1970 i 1973, i posteriorment defensà els colors del Girona FC.